# Rosalia de Souza
Rosalia de Souza Pereira (Olinda -Nilópolis- Rio de Janeiro- Brasil, 4 luglio 1966) è una cantante brasiliana.

## Biografia
Conosciuta come Rosalia de Souza, nota tra i giornalisti italiani come ‘la voce di velluto’ nasce nel 1966 nel  quartiere di Olinda- Nilópolis, in periferia di Rio de Janeiro, famoso per la scuola di samba Beija-Flor.
Nel 1988 si trasferisce in Italia e studia teoria musicale, percussioni cubane, canto jazz e storia del jazz alla Scuola Popolare di Musica di Testaccio di Roma. Nello stesso anno comincia a lavorare con vari musicisti brasiliani (Alvaro dos Santos, Ney Coutinho, Roberto Taufic) cantando nei più importanti jazz-club della capitale, Clarabella, Saint-Louis, Caffè Latino, Caffè Caruso. Nel 1994 incontra il dj e produttore Nicola Conte che la coinvolge nel progetto Fez e nel 1995 partecipa alla creazione dell'album Novo Esquema De Bossa del Quintetto X.
Gli anni successivi sono caratterizzati da una intensa attività live che la porta ad esibirsi sui migliori palcoscenici jazz del mondo.
Nel 2000 Rosalia De Souza partecipa al Brazil Festival, per l’anniversario della scoperta del Brasile, tenuto al Barbican Centre a Londra. Dopo un anno ritorna nel Regno Unito per una tournee con il gruppo Les Hommes,  con il quale collaborava, e si esibiscono al Jazz Caffè nel famoso quartiere di Camden Town.
Nel 2001 si esibisce al Montreux Jazz Festival con Nicola Conte, che produce anche il suo primo album da solista, Garota Moderna, pubblicato nel 2003. Garota Moderna ha un grande successo anche all'estero e Rosalia de Souza viene chiamata ad esibirsi in Spagna, al Womad a Las Palmas, a Mosca, Lisboa, Kiev, El Hierro (isola Spagnola), Varsavia, Zagabria, Skopje tra altre.
Nel 2005 la Schema Records pubblica l'album Garota Diferente. Conta la partecipazione dei migliori musicisti e Dj's europei.
Nel 2006 la Schema Records pubblica Brasil Precisa Balançar, editato dalla Columbia in Giappone, il secondo album di Rosalia De Souza registrato interamente a Rio De Janeiro, con la partecipazione di Roberto Menescal, che è anche direttore artistico dell'album (e gli affida anche una canzone da comporre il testo). È così che nasce “Agarradinhos” pubblicato poi da due grandi voci brasiliane, Leila Pinheiro (che pubblica un DVD con lo stesso nome) e Wanda Sá e dalla cantante americana Stacey Kent) e Marcos Valle. Viene Presentato all'Auditorium Parco della Musica con la partecipazione di Juho Laetinem musicista islandese che suona due brani con il solo violoncello e voce. Il tour la porta fino in Giappone, al Cotton Club con sei repliche. Roberto Menescal, la segue per alcuni concerti, tra i quali a Madrid al festival Habla Mestizo.
Nel 2009 esce il suo nuovo album D'Improvviso,  dedicato a suo figlio Sean. Partecipa alla trasmissione di Chiambretti, e a Natale di Rai 2 con l’orchestra della Rai, duettando con Jarabe de Palo in una versione di O Que Será in portoghese e Spagnolo, diretti dal Maestro Renato Serio e D'Improvviso, diretta dal Maestro Gerardo di Lella. Viene richiamata dal Maestro Renato Serio per presentarsi a Napoli per il concerto dell'Epifania dove canta O Que Será, questa volta da sola.
È stata invitata a diverse collaborazioni negli anni. Citiamo alcuni: Lo Greco Bross, Pooglia Tribe, Montefiori Cocktail, Titanix, Tomas di Cunto, Gaetano Partipillo, Paolo Marzo, Alessandro Magnanini, PilotsOnDope, Papik, Maurizio Di Fulvio. 
Nel 2018 viene pubblicato Tempo, prodotto dalla NAU Records, di cui è autrice di tutti i testi; rielaborando la bossa nova mantenendo la sua tradizionale essenza. In questo album fa anche omaggio a Chico Buarque, cantando una versione molto personale di O Que Será, arrangiata dal pianista Umberto Petrin.
Nel 2022 viene pubblicato Inspirada con musiche di Paolo di Sabatino e testi di Rosalia de Souza con la partecipazione del brasiliano Marcio Villa Bahia alla batteria. I musicisti coinvolti nel progetto, che suonano con Rosalia nei live da molti anni (Antonio de Luise e Aldo Vigorito ai bassi, Roberto Rossi alla batteria e Sandro Deidda ai fiati) regalano un mix di Brasile-Italia nei suoi punti in comune.
Rosalia de Souza è attiva in tutte le fasi di sviluppo della sua musica. Oltre a cantare, scrive testi. Inoltre partecipa attivamente alla composizione e alla colonna sonora delle sue canzoni.  La stragrande maggioranza delle sue canzoni sono originali, progettate specificamente per la sua voce e per i suoi standard creativi unici.
La voce di Rosalia de Souza è particolarmente adatta alla bossa nova. La sua voce è stata paragonata a una leggera brezza che si fonde e scorre sugli strumenti. La bossa nova ha lo scopo di avere un tocco più morbido, gentile e leggero rispetto alla samba e ad altre forme di jazz. 
Rosalia de Souza è anche particolarmente nota per lo scatting. Lo scatting è uno stile vocale jazz che utilizza sillabe onomatopeiche invece delle parole in improvvisazioni soliste su una melodia. Permette a un cantante jazz di sfuggire ai testi e alla camicia di forza dei significati che derivano dai testi o dalle parole. Garantisce al cantante lo status di strumento solista, come qualsiasi altro strumento musicale, e quindi sposta l'espressione vocale verso l'astrazione e modalità di significato che sono musicali piuttosto che verbali. È un'espressione del linguaggio musicale a sé stante. Si prega di consultare - https://jazzfuel.com/jazz-scat-singing/
Una parte del testo di cui sopra è stata generata da un programma di traduzione linguistica online dall'inglese all'italiano. Chi parla italiano dovrebbe sentirsi libero di modificare il testo per correggere eventuali errori di traduzione o inesattezze informative.

## Discografia
- 2003 Garota Moderna
- 2005 Garota Diferente
- 2006 Brasil Precisa Balançar
- 2009 D'Improvviso
- 2018 Tempo
- 2022 Inspirada

## Singoli ed EP
- Maria Moita (2002)
- Tempo Futuro (2002)
- Samba Novo / Bossa 31 (2004)
- Fica Mal Com Deus / Canto De Ossanha (2004)
- Zona Sul / Maria Moita (2004)
- Adriana / Saudosismo (2004)
- Jogo De Roda (2005)
- Que Bandeira (2006)
- Rio De Janeiro (2006)
- Brasil Precisa Balançar (2006)
- Bom Motivo (Bom Motiva sotto Toco feat Rosalia de Souza, 2007)
- D’Improvviso (2009)
- Bossa 50 (2009)
- Samba Longe (2009)
- Carolina Carol Bela (2009)
- Fullgás (2013)
- Àguas De Março (sotto Olen Cesari feat. Rosalia de Souza, 2014)
- Lo e te (2018)
- A Tela (2018)
- La Vita E' Piu' Bella Cosi (with Papik, 2022)
- Inspirada (2022)